# Maurus Federspiel
Maurus Federspiel (* 26. Mai 1974 in Basel; heimatberechtigt in Domat/Ems) ist Schweizer Schriftsteller und Journalist.

## Leben
Federspiel studierte Creative Writing in New York und war journalistisch tätig. Der Sohn des 2007 verstorbenen Schriftstellers Jürg Federspiel lebt in Zürich und hat einen Sohn.

## Werk
Sein erster, 2005 erschienener Roman Der verlorene Sohn erschien in einem Kleinstverlag und blieb daher zunächst unbeachtet, wurde jedoch 2006 rezensiert. Sein zweiter Roman Feind erschien 2014. 2018 legte er den Erzählband Die Vollendung vor.

## Romane
- Der verlorene Sohn, Turean-Verlag, Zürich, 2005, ISBN 978-3-033006-37-9.
- Feind, Van-Eck-Verlag, Triesen 2014, ISBN 978-3-905881-32-5.
- Die Vollendung, Hollitzer-Verlag, Wien 2018, ISBN 978-3-99012-527-4